# William al IV-lea al Regatului Unit
William IV (William Henry); (n. 21 august 1765, Greater London, Anglia, Regatul Marii Britanii – d. 20 iunie 1837, Windsor and Maidenhead, Anglia, Regatul Unit al Marii Britanii și Irlandei) a fost rege al Regatului Hanovrei și al Regatului Unit al Marii Britanii și Irlandei de la 26 iunie 1830 până la moartea sa. William, cel de-al treilea fiul a lui George III și fratele mai mic al regelui George IV, a fost ultimul rege și penultimul monarh din Casa de Hanovra.

## Primii ani

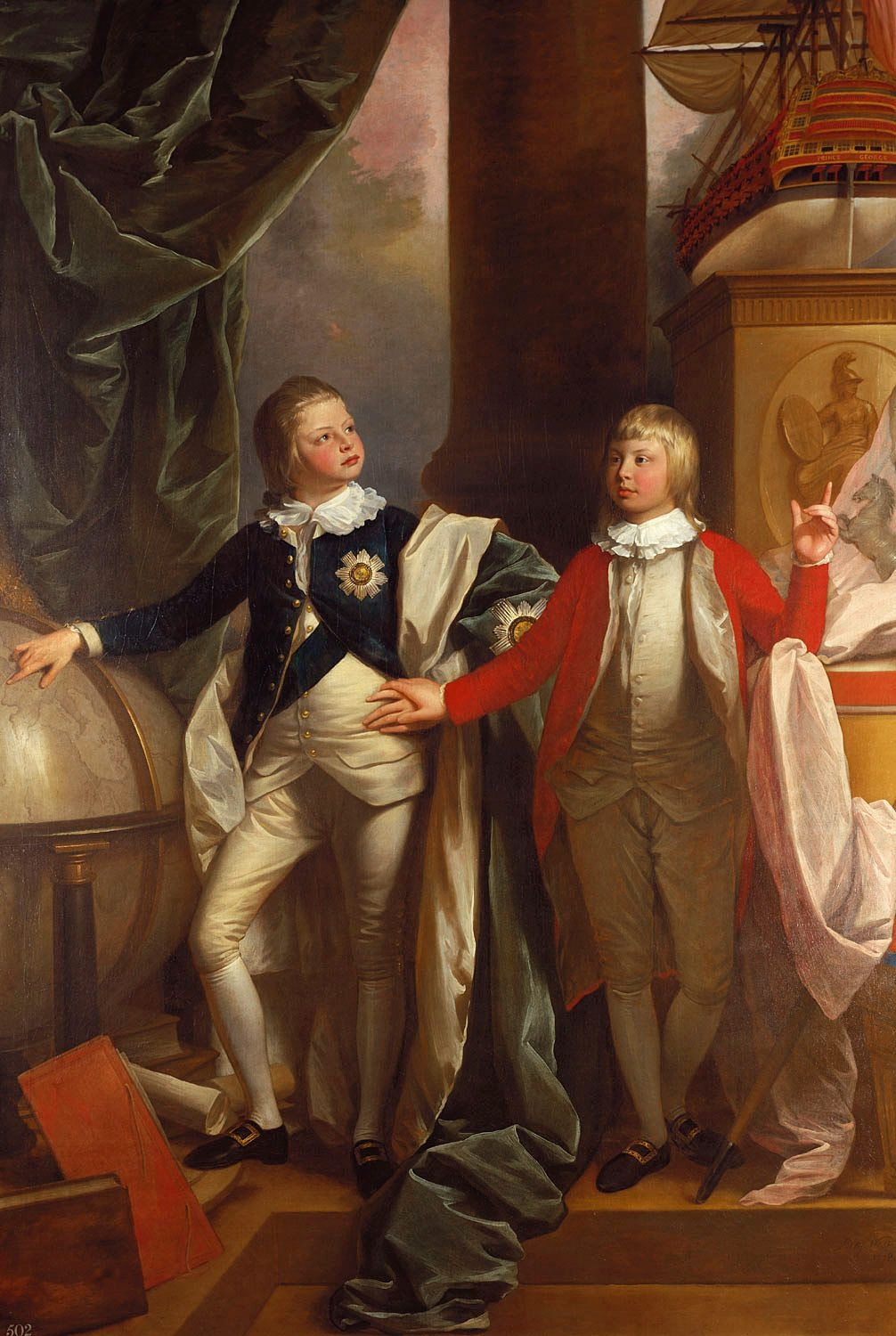
Prințul William la vârsta de 13 ani și fratele lui mai mic, Edward în 1778.

William s-a născut în primele ore ale dimineții de 21 august 1765 la Casa Buckingham, ca al treilea copil al regelui George III și al reginei Charlotte. El avea doi frați mai mari, George și Frederick, și nu era de așteptat să moștenească coroana. A fost botezat la Palatul St James la 20 septembrie 1765. Nașii lui au fost unchii paterni, Ducele de Gloucester și Prințul Henry (mai târziu Duce de Cumberland), și mătușa paternă, Prințesa Augusta, atunci Ducesă ereditară de Brunswick-Wolfenbüttel.
Cea mai mare parte a copilăriei și-a petrecut-o la Richmond și Palatul Kew, unde a fost educat de profesori particulari. La vârsta de treisprezece ani s-a alăturat Marinei Regale și a fost prezent la Bătălia de la Capul St. Vincent în 1780.
A servit la New York, în timpul Războiului de Independență american. William a devenit locotenent în 1785 și căpitanul navei HMS Pegasus anul următor.
William a încercat să fie Duce ca frații lui mai mari și să primească un titlu parlamentar dar tatăl său a fost reticent. Pentru a pune presiune asupra lui, William a amenințat că va candida la Camera Comunelor pentru circumscripția electorală Totnes din Devon. Îngrozit de această perspectivă, George al III-lea l-a numit Duce de Clarence și St Andrews și Conte de Munster la 16 mai 1789. Deși el s-a aliat public cu liberalii și cu frații lui mai mari (care erau cunoscuți pentru conflictul cu tatăl lor), Prințul de Wales și Ducele de York, recordul lui William a fost inconsecvent și, la fel ca la mulți politicieni ai timpului, cu siguranță nu poate fi atribuit unui singur partid.
Noul duce a încetat să fie activ în serviciul Marinei Regale în 1790. Când Marea Britanie a declarat război Franței în 1793 a fost nerăbdător să primească comanda unei nave însă acest lucru nu s-a întâmplat.  În ciuda cererilor sale repetate, nu a mai fost niciodată la comanda unui vas pe tot parcursul războaielor napoleoniene. În 1811 a fost numit în funcția onorifică de amiral al flotei.

## Relații și căsătorie

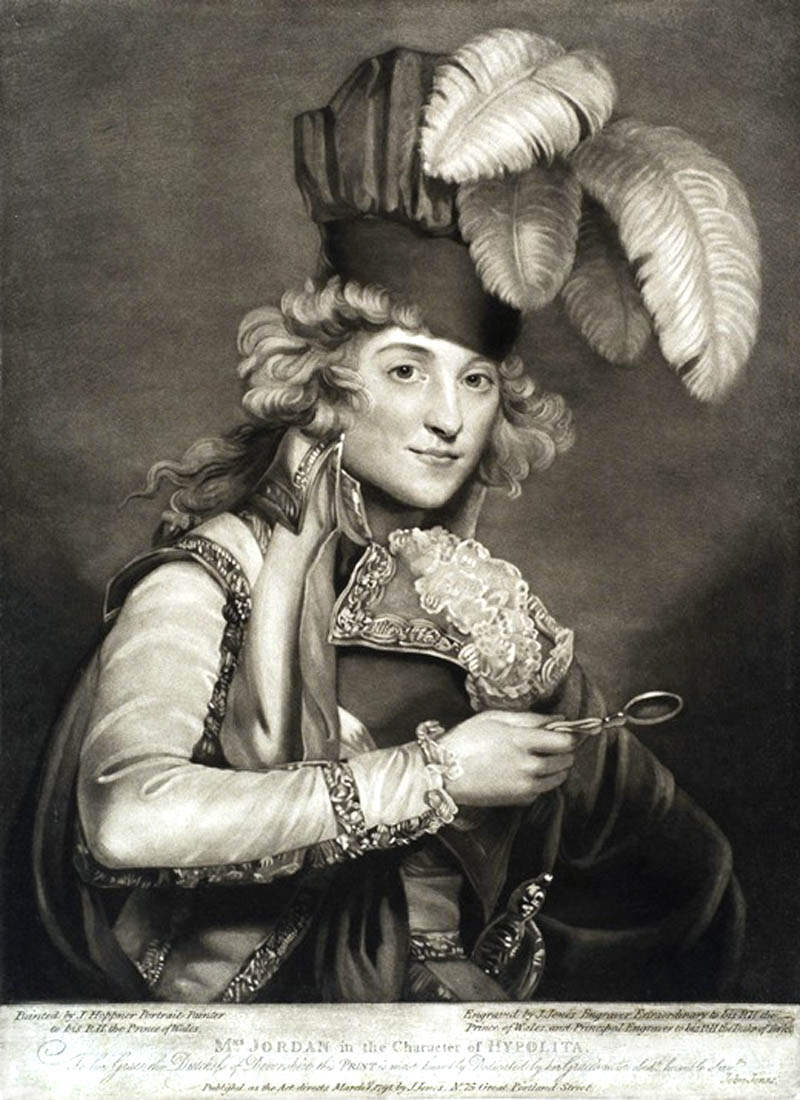
Mrs. Jordan în personajul Hypolit mezzotint de John Jones of London, 1791, după o pictură de John Hoppner

Din 1791, Ducele de Clarence a trăit 20 de ani cu actrița irlandeză Dorothea Bland, mai bine cunoscută sub numele de scenă, Mrs. Jordan, titlul de "Mrs" fiind asumat la începutul carierei sale pentru a explica o sarcină incomodă și "Jordan" pentru că "a traversat apa" din Irlanda în Marea Britanie.
William a făcut parte din prima generație care a ajuns la maturitate sub Actul Căsătoriilor Regale din 1772, care interzicea descendenților regelui George al II-lea să se căsătorească decât cu acordul monarhului, sau, în cazul în care avea peste 25 de ani, cu un preaviz de douăsprezece luni din partea Consiliului. Mai mulți fii ai regelui George al III-lea, inclusiv William, au ales să locuiască împreună cu femeile pe care le iubeau decât să se căsătorească cu ele. La urma urmei, pentru fii mai tineri, inclusiv pentru William, nu era de așteptat să ia parte la succesiune, care a fost considerată sigură odată ce Prințul de Wales s-a căsătorit și a avut o fiică, Prințesa Charlotte.
William părea să se bucure de viața sa de familie cu dna Jordan. Ducele a spus unui prieten, "Mrs Jordan este o ființă foarte bună, familistă și atentă cu copii ei. Fii sigur că este absurdă uneori și are umorile ei. Dar există astfel de lucruri mai mult sau mai puțin în toate familiile". Regele, în general, a acceptat relația fiului său cu actrița (deși a recomandat ca el să-i înjumătățească alocația) și în 1797 a mărit parcul casei Bushy pentru familia în creștere a lui William. William a folosit Bushy ca reședința principală până când a devenit rege. Reședința lui londoneză, Casa Clarence, a fost construită după planurile arhitectului John Nash între 1825 și 1827.

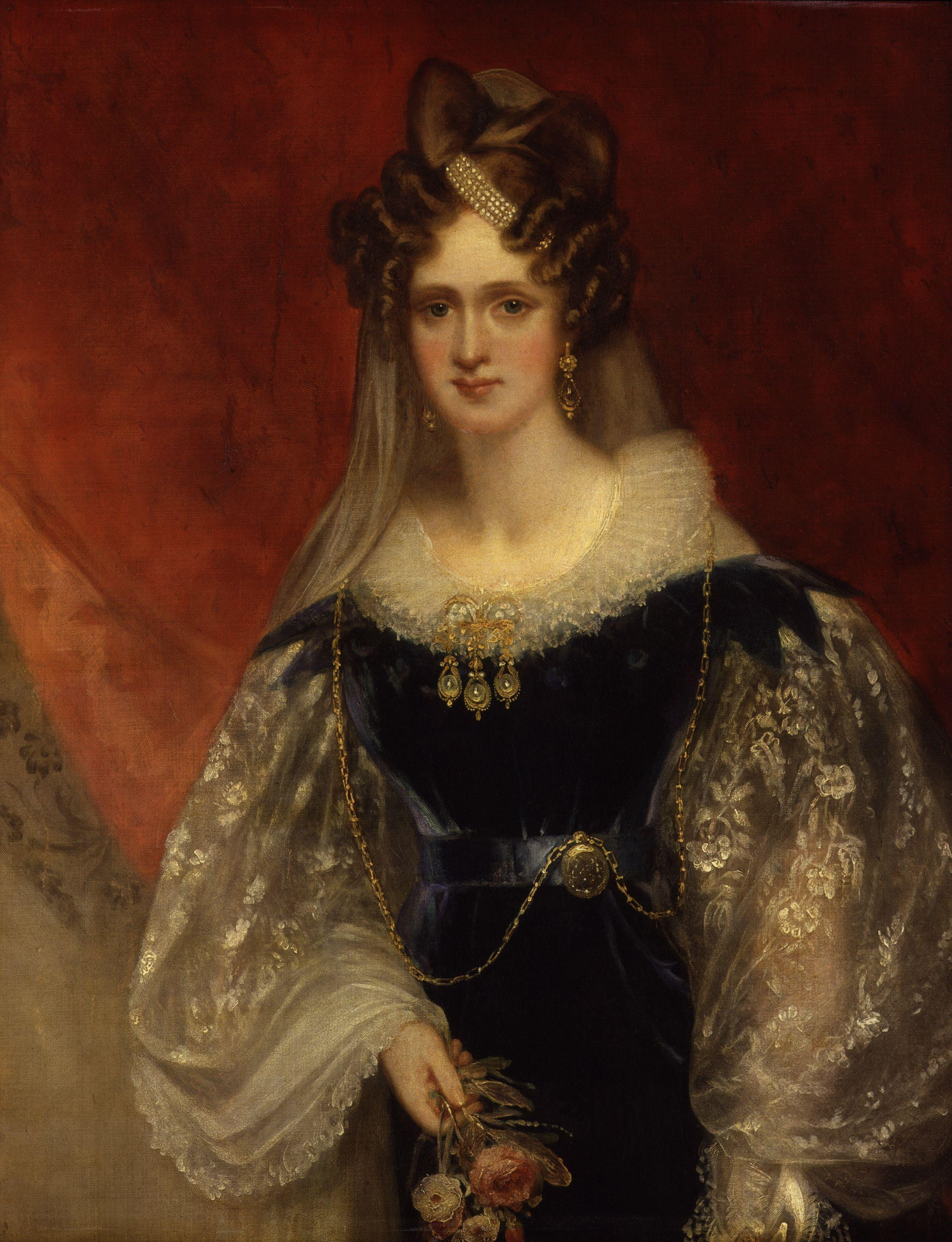
Adelaide Amelia Louisa Theresa Caroline de Saxa-Coburg Meiningen, portret de Sir William Beechey, c.1831

Cuplul a avut zece copii nelegitimi, cinci fii și cinci fiice, toți primind supranumele de "FitzClarence". Relația a durat 20 de ani și s-a terminat în 1811. Mrs. Jordan nu a avut nici o îndoială cu privire la motivul despărțirii: "Banii, banii, bunul meu prieten, sunt convinsă că l-au făcut în acest moment cel mai nenorocit dintre oameni," adăugând "cu toate calitățile lui excelente, virtuțile lui casnice, dragostea lui pentru frumoșii lui copii, nu ar trebui să sufere în acest moment." Mrs. Jordan a primit un acord financiar de 4400 £ (echivalent cu 243.400 £ astăzi) pe an și custodia fiicelor cu condiția să nu se întoarcă pe scenă. Când ea și-a reluat cariera de actorie pentru a rambursa datoriile contractate de ginerele ei (soțul uneia dintre fiicele doamnei  Jordan dintr-o relație anterioară), Ducele a luat custodia fiicelor și a oprit plata de 1500£ (echivalent cu 82.600£ astăzi) pentru întreținerea lor. Cu cariera la pământ, ea a plecat în Franța pentru a scăpa de creditori și a murit săracă în apropiere de Paris în 1816.
William a avut un alt fiu nelegitim, numit tot William, înainte de a o întâlni pe Mrs. Jordan, a cărui mama nu e cunoscută și care s-a înecat în Madagascar în 1807. Caroline von Linsingen, al cărei tată a fost general de infanterie în armata hanoveriană, a pretins că a avut un fiu, Heinrich, cu William în jurul anului 1790 însă William nu a fost la Hanovra la momentul în care ea pretinde și povestea este considerată neplauzibilă.

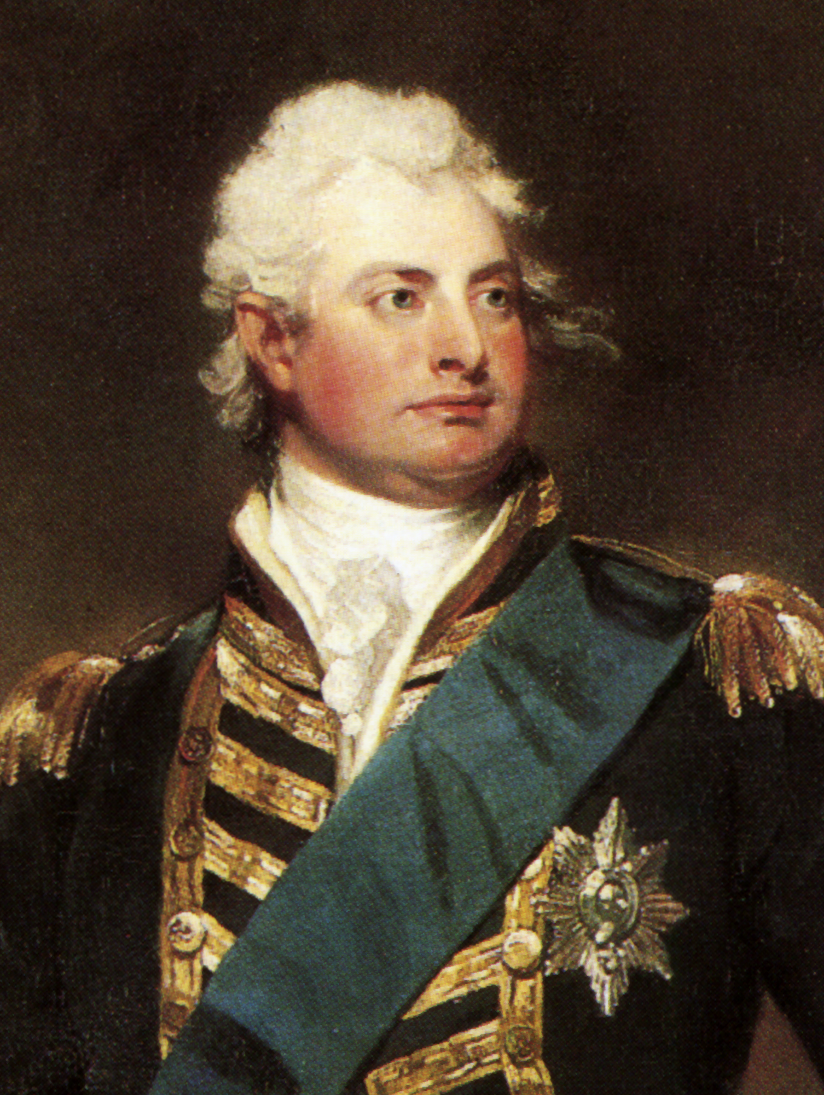
Ducele de Clarence, c.1800

Adâncit în datorii, ducele a făcut mai multe încercări pentru căsătoria cu o moștenitoare bogată, dar planurile sale au fost respinse. Totuși, atunci când nepoata Ducelui, Prințesa Charlotte, a doua în linia de succesiune la tron, a murit la naștere în 1817, regele care a avut 12 copii, nu avea nici un nepot legitim. Era nevoie ca ducii regali să se căsătorească și să aibă moștenitori. Cei doi frați mai mari ai lui William nu aveau copii și erau înstrăinați de soțiile lor (care probabil depășiseră vârsta fertilă) iar William era cel mai sănătos dintre cei trei.
Prima alegere de căsătorie al lui William s-a lovit însă de dezaprobarea Prințului Regent. Fratele lui mai mic, Ducele de Cambridge, a fost trimis în Germania pentru a vedea prințesele protestante disponibile; s-a întors cu Prințesa Augusta de Hesse-Cassel însă tatăl ei a refuzat căsătoria. Două luni mai târziu, Ducele de Cambridge s-a căsătorit el însuși cu ea. În cele din urmă, s-a găsit o prințesă care a fost dispusă să accepte, chiar cu entuziasm, cei nouă copii ai lui William care supraviețuiseră și care nu atinseseră o vârstă adultă. La Kew, la 11 iulie 1818, William s-a căsătorit cu Prințesa  Adelaide de Saxa-Meiningen, fiica Ducelui de Saxa-Meiningen. Adelaide la 25 de ani avea jumătate din vârsta lui William.
Căsătoria, care a durat aproape douăzeci de ani, până la moartea lui William, a fost una fericită. Noua Ducesă a luat atât finanțele ei cât și cele ale lui William în mâinile ei. În primul lor an de căsătorie, cuplul a trăit într-o manieră economică în Germania, iar datoriile William au fost în curând pe cale de a fi plătit, mai ales că Parlamentul a votat pentru el o indemnizație mai mare, pe care el a acceptat-o cu greu după ce cererile sale de creștere a venitului au fost refuzate. Nu se cunoaște ca William să fi avut amante după căsătorie. Cuplul a avut două fiice care au trăit scurt timp și Adelaide a suferit trei avorturi spontane.

## Lord Înalt Amiral
În 1820, regele a murit lăsând coroana Prințului Regent, care a devenit George al IV-lea. William era acum al doilea în linia de succesiune, precedat numai de fratele său, Frederic, Duce de York. Șapte ani mai târziu, când Ducele de York a murit, William, atunci la peste 60 de ani, a devenit moștenitor prezumptiv. Mai târziu, în același an, primul ministru George Canning l-a numit pe William Lord Înalt Amiral. Ducele a intrat în conflict cu Consiliul său și în cele din urmă în 1828, regele prin intermediul primului-ministru, Arthur Wellesley, i-a solicitat demisia Ducelui de Clarence.
William și-a petrecut timpul rămas în timpul domniei fratelui său în Camera Lorzilor. El a susținut Actul "Emanciparea catolică" împotriva opoziției fratele său mai mic, Ducele de Cumberland. Sănătatea regelui George al IV-lea era din ce în ce mai rea, astfel că la începutul anului 1830 a fost evident că era aproape de moarte.

## Domnie

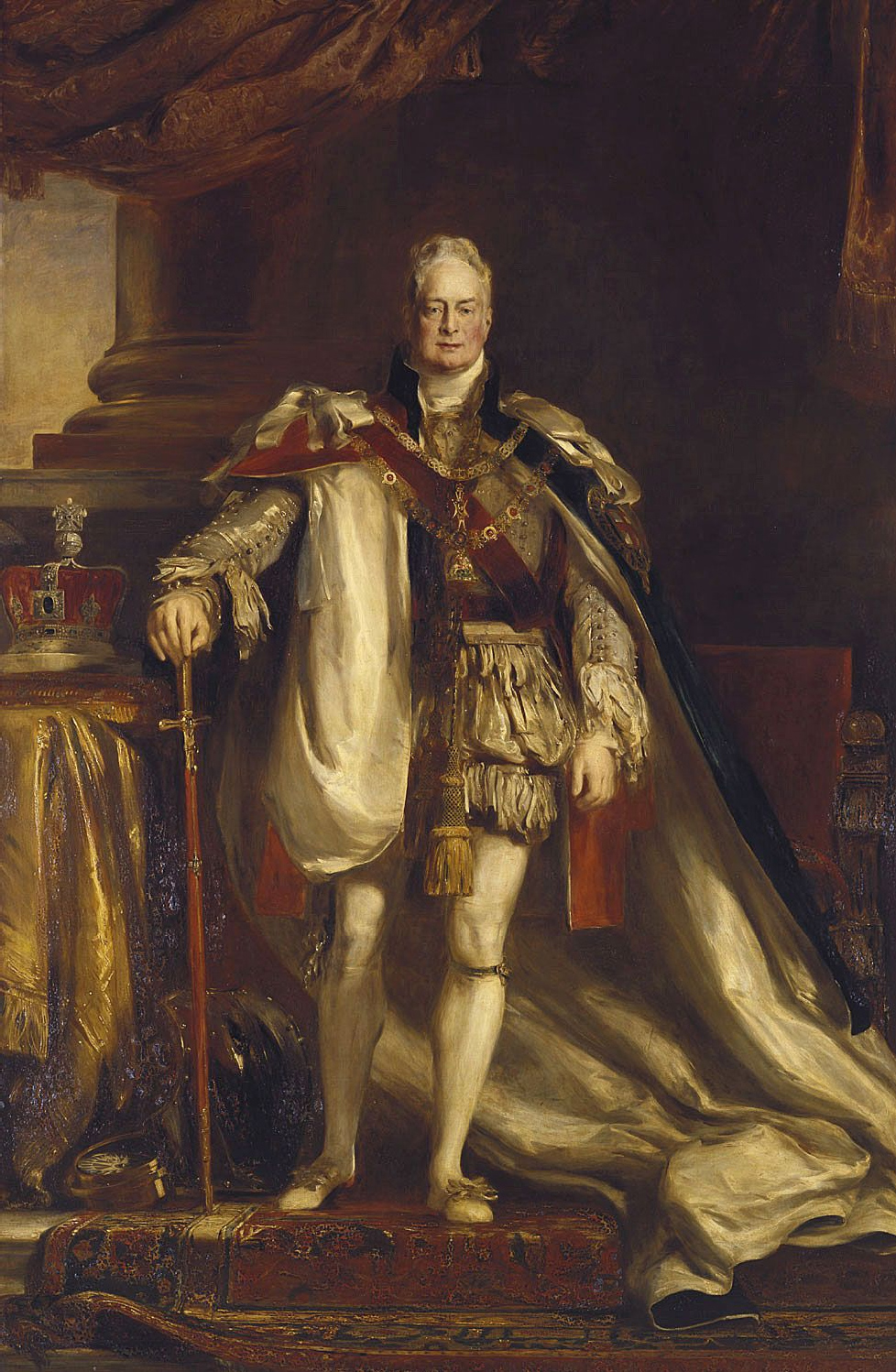
Regele William al IV-lea

Când George al IV-lea a murit la 26 iunie 1830 fără copii legitimi în viață, Ducele de Clarence i-a succedat la tron, la vârsta de 64 de ani, sub numele de William al IV-lea, cea mai în vârstă persoană care a urcat pe un tron britanic. Spre deosebire de extravagantul său frate, modestul William a descurajat pompa și ceremonia. Spre deosebire de George al IV-lea, care a avut tendința să-și petreacă cea mai mare parte a timpului la Castelul Windsor, William a fost cunoscut, mai ales la începutul domniei sale, pentru plimbările sale, neînsoțit, prin Londra sau Brighton. Până când criza de reformă a erodat capacității sale, el a fost foarte popular printre oameni, care l-au văzut ca fiind mai accesibil și mai modest decât fratele său.
Regele imediat s-a dovedit un muncitor conștiincios. Primul prim-ministru al regelui, Ducele de Wellington, a declarat că a făcut mai multă treabă cu regele William în zece minute decât a făcut cu George al IV-lea în mai multe zile. Lordul Brougham l-a descris ca un excelent om de afaceri, care solicita suficiente întrebări pentru a-l ajuta să înțeleagă problema, spre deosebire de George al IV-lea care nu punea întrebări de teamă să nu-și afișeze ignoranța și de George al III-lea care întreba multe însă nu aștepta răspunsul.
William a respins bucătarii francezi și germani ai fratelui său înlocuindu-i cu cei englezi spre aprobarea publică. A dăruit multe picturi din colecția lui George al IV-lea națiunii. George al IV-lea începuse o vastă (și scumpă) renovare a Palatului Buckingham; fratele său a refuzat să locuiască acolo, și de două ori a încercat să dea palatul, o dată pentru armată ca o cazarmă, și o dată Parlamentului după ce Camera Parlamentului a ars în 1834.
William nu a uitat de cei nouă copii nelegitimi în viață, numindu-l pe fiul cel mare Conte de Munster și acordând pentru ceilalți copii titluri de marchiz. În ciuda acestui lucru, copiii lui au fost mari oportuniști, presa scriind "obrăznicia și lăcomia FitzJordans este neasemuită". Relația dintre William și fiii săi "a fost punctată de certuri sălbatice și cel puțin pentru rege, dureroase" legate de bani și onoruri. Pe de altă parte, fiicele lui s-au dovedit un ornament la curtea sa.

### Politica externă
William nu avea încredere în străini, în particular în orice francez, lucru recunoscut de el ca o "prejudecată". De asemenea, el simțea cu tărie că Marea Britanie nu ar trebui să intervină în afacerile interne ale altor națiuni, lucru care l-a adus în conflict cu interveționistul secretar de externe, Lordul Palmerston. William a sprijinit independența belgiană și, după ce candidații prezentați olandezi și francezi i s-au părut inacceptabili, l-a favorizat pe Prințul Leopold de Saxa-Coburg și Gotha, văduvul nepoatei sale, Charlotte, ca un candidat pentru noul tron belgian.
Deși a avut o reputație pentru indelicatețe și bufonerie, William putea fi subtil și diplomatic. El a prevăzut că o potențială construcție a unui canal la Suez ar îmbunătății relația cu Egiptul, relație vitală pentru Marea Britanie. Mai târziu, în timpul domniei lui, el l-a flatat pe ambasadorul american la o cină anunțând că el regretă că "nu s-a născut un american liber, independent; atât de mult respect națiunea care a dat naștere lui George Washington, cel mai mare om care a trăit vreodată".  Prin exercitarea farmecul său personal, William a asistat la repararea relațiilor anglo-americane, care au fost atât de profund deteriorate în timpul domniei tatălui său.

### Rege al Hanovrei
William nu a vizitat niciodată Hanovra ca rege. Fratele său, Prințul Adolphus, Duce de Cambridge, a fost vicerege acolo de-a lungul domniei lui William, așa cum făcuse și în timpul domniei regelui George al IV-lea. Percepția publică în Germania a fost că Marea Britanie a dictat politica hanoveriană. Dar lucrurile n-au stat așa. În 1832, Metternich a introdus legi care au îngrădit mișcarea liberală din Germania. Secretarul de externe britanic, Lordul Palmerston, s-a opus și a încercat ca prin influența lui William asupra guvernului hanoverian să-l determine să ia aceeași poziție. Însă guvernul hanoverian a fost de acord cu Metternich iar William a refuzat să intervină.
Conflictul dintre William și Palmerston asupra Hanovrei a fost reînnoit în anul următor când Metternich a stabilit o conferință a statelor germane care va avea loc la Viena, iar Palmerston a vrut ca Hanovra să refuze invitația. În schimb, viceregele a acceptat, susținut pe deplin de William.
În 1833, William a semnat o nouă constituție pentru Hanovra, care a împuternicit clasa de mijloc, a dat puteri limitate clasei de jos, și a extins rolul Parlamentului din Hanovra. Constituția a fost revocată după moartea lui William de noul rege, fratele lui William, Prințul Ernest Augustus, Duce de Cumberland.

### Ultimii ani

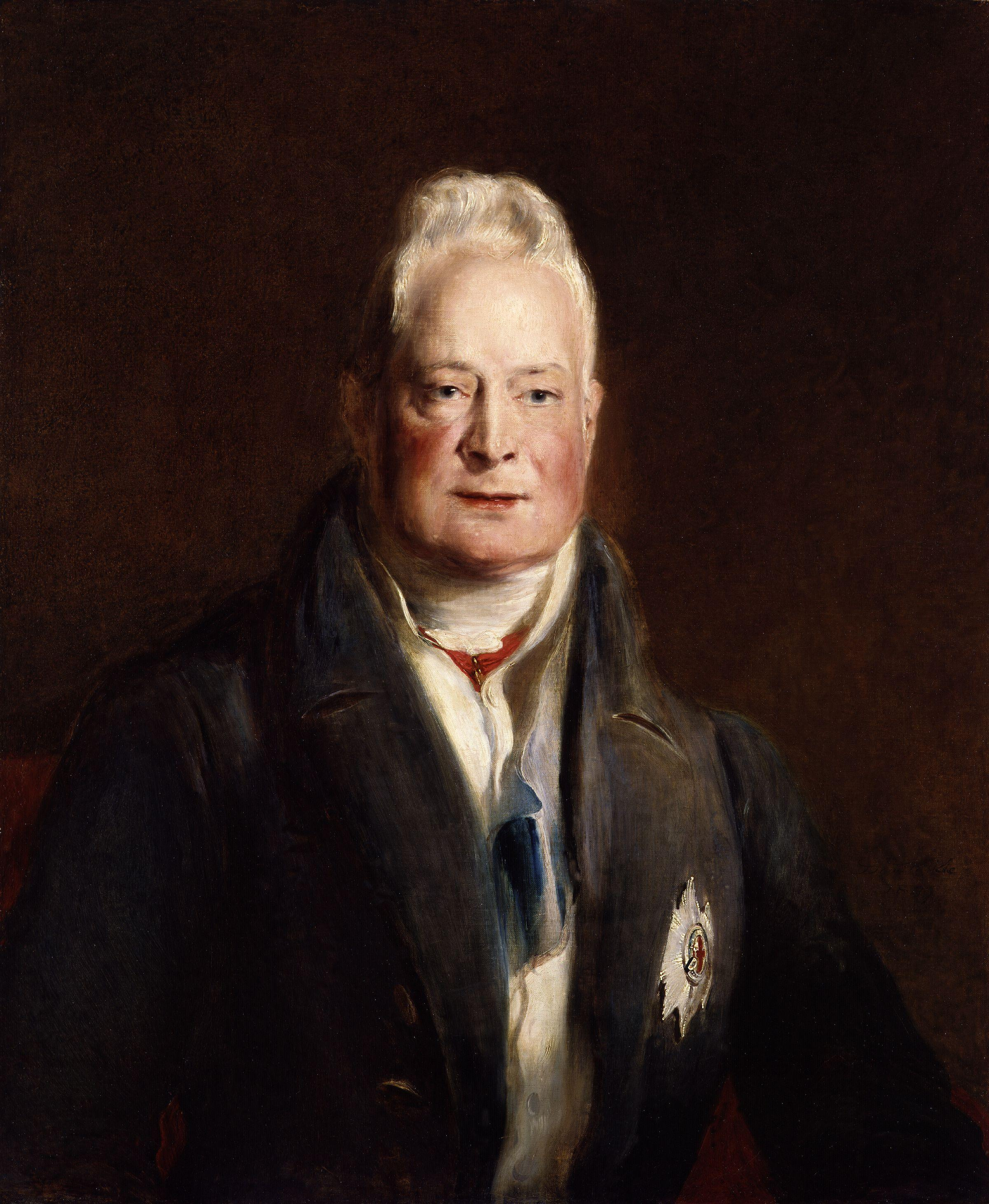

Pentru restul domniei sale, William a intervenit activ în politică doar o singură dată, în 1834; când a devenit ultimul suveran britanic care a ales un prim-ministru contrar voinței Parlamentului.
Atât regele cât și regina erau atașați de nepoata lor, Prințesa Victoria de Kent. Încercările lor de a forma o relație strânsă cu fata au fost limitate de conflictul dintre rege și mama tinerei prințese, Ducesa de Kent.

Regele, înfuriat la ceea ce el a considerat a fi lipsă de respect a Ducesei față de soția lui, a profitat cu ocazia banchetului oferit de ziua lui de naștere în august 1836 pentru a soluționa scorul. Adresându-se celor adunați la banchet, care i-a inclus pe Ducesă și pe Prințesa Victoria, William și-a exprimat speranța că va supraviețui până când Prințesa Victoria va împlini 18 ani, astfel încât Ducesa de Kent să nu devină niciodată Regent. El a spus, "Am încredere că Dumnezeu îmi va cruța viața timp de nouă luni...".
William a supraviețuit, deși bolnav de moarte, cu o lună după ce Victoria a împlinit 18 ani. "Bietul om!", a scris Victoria în ziua în care a murit, "îmi pare rău pentru el; a fost întotdeauna bun cu mine".
William a fost "foarte afectat și șocat" de moartea fiicei lui mai mari nelegitime, Sophia, Lady de L'Isle, la naștere în aprilie 1837. Regina Adelaide a stat cu devotament alături de soțul ei, neculcându-se timp de mai mult de zece zile. William al IV-lea a murit de insuficiență cardiacă în primele ore ale dimineții de 20 iunie 1837, la Castelul Windsor, unde a fost îngropat. Cum nu a avut copii legitimi în viață, coroana Regatului Unit a trecut Prințesei Victoria de Kent, singurul copil al lui Eduard Augustus, Duce de Kent, al patrulea fiu al regelui George al III-lea. Din cauza Legii Salice, o femeie nu putea conduce Hanovra, așa încât coroana hanoveriană a trecut celui de-al cincilea fiu al regelui George al III-lea, Ernest Augustus, Duce de Cumberland.
Principalii beneficiari ai testamentului său au fost cei opt copii în viață ai Mrs. Jordan. Deși William nu este strămoșul direct al următorilor monarhi ai Regatului Unit, el are mulți descendenți notabili prin familia nelegitimă cu Mrs. Jordan, inclusiv primul ministru David Cameron,  prezentatorul TV Adam Hart-Davis, autorul și omul de stat Duff Cooper, și Ducele de Fife care s-a căsătorit cu nepoata reginei Victoria, Louise.

## Titluri, onoruri și arme
| See adjacent text                                       |
| Stema de Arme din 1801 până în 1830 ca Duce de Clarence |

| See adjacent text                  |
| Stema de Arme ca regele William IV |

|                                                |
| Stema de Arme ca regele William IV (în Scoția) |

|                                                 |
| Stema de Arme ca regele William IV (în Hanovra) |